# 폼일글리신아미딘 리보뉴클레오타이드
폼일글리신아미딘 리보뉴클레오타이드(영어: formylglycinamidine ribonucleotide, FGAM) 또는 5'포스포리보실폼일글리신아미딘(영어: 5'-phosphoribosylformylglycinamidine)은 퓨린 뉴클레오타이드 합성의 대사 중간생성물이다. 폼일글리신아미딘 리보뉴클레오타이드(FGAM)는 폼일글리신아미딘 리보뉴클레오타이드 아미도트랜스퍼레이스(FGAR 아미도트랜스퍼레이스)에 의해 폼일글리신아마이드 리보뉴클레오타이드(FGAR)로부터 생성된다.

## 같이 보기
- 폼일글리신아마이드 리보뉴클레오타이드 (FGAR)
- 5-아미노이미다졸 리보뉴클레오타이드 (AIR)